# 中国电视金鹰奖
中国电视金鹰奖，简称金鹰奖，全稱中國電視金鷹獎暨中國金鷹電視藝術節，為「國家級的唯一以觀眾投票為主評選產生的電視藝術大獎」，是由中国文学艺术界联合会和中国电视艺术家协会主办的电视艺术奖项，以表彰全国电视艺术领域优秀的电视工作者和电视作品，该奖项创办于1983年，前身为《大众电视》金鹰奖，1996年升格为国家级奖项，并改以行业性协会作为主办方，2000年起升級为“中国金鹰电视艺术节”，并以湖南长沙为永久举办地。2005年起，改为两年一届，逢偶数年颁发。

## 历史
中国电视金鹰奖前身为浙江《大众电视》杂志社于1983年创办的《大众电视》“金鹰奖”，由浙江《大众电视》杂志社发起创办，寓意中国电视事业像雄鹰展翅高飞，发起人为时任浙江电视台台长林辰夫。首届金鹰奖颁奖大会于1983年3月在昆明举行，由《大众电视》杂志读者投票评选出各大奖项，此后每年举办一届。
从1997年第15届起，金鹰奖改由中国文学艺术界联合会和中国电视艺术家协会共同主办，更名为“中国电视金鹰奖”，成为全国性电视艺术综合奖。在電視劇類獎項評選的基礎上，其後逐步增設電視文藝節目類、電視紀錄片類、電視美術片類及電視廣告片類評選單元，各獎項下設作品獎與單項獎兩大類別。 评奖形式改为专家评审，中国视协会员投票和观众参与相结合。得獎名次將依三方票選得分綜合評定，其中觀眾票選權重佔比固定為40%。如出現得分並列情況，電視劇作品類獎項將依據觀眾票選數量進行優先排序。
从1997年第15届起，金鹰奖改由中国文学艺术界联合会和中国电视艺术家协会共同主办，更名为“中国电视金鹰奖”，成为全国性电视艺术综合奖，评奖形式改为专家评审，中国视协会员投票和观众参与相结合。得獎名次將依三方票選得分綜合評定，其中觀眾票選權重佔比固定為40%。如出現得分並列情況，電視劇作品類獎項將依據觀眾票選數量進行優先排序。
从2000年第18届起，湖南电广传媒与中国电视艺术家协会、湖南广电局正式签署协议，斥资1000万元买断金鹰奖永久性的承办权和商业经营权，另外还每年向中视协提供280万元专家评审费，并将金鹰奖升級為“中國金鷹電視藝術節”，力图把它办成“中国文化节庆第一品牌”。同时长沙成为金鹰奖的永久承办地，湖南卫视为官方转播媒体。  至此原本由各大城市每年轮流举行一场的金鹰奖颁奖晚会转变为为期三天的“艺术节”，2000-2020年主场地为湖南国际会展中心，2022年主场地为湖南广播电视台节目生产基地“七彩盒子” 。
2005年起，金鹰奖改为每两年举办一届。 从2020年第30届起，金鹰奖将网络视听节目（网络剧、网络综艺节目、网络纪录片、网络动画片等）纳入参评范围。

## 参评条件
申报参评作品须为广播电视行政主管部门批准设立的制作单位制作并获得相应发行许可，并符合下列任一条件播出要求：
- 电视剧：

1. 在规定时限内在中国中央电视台播出过；
2. 在规定时限内至少在2家省级卫视频道播出过；
3. 在规定时限内至少在4家省级地面频道播出过；
4. 在规定时限内在全国性重点视频网站上线播出过。

- 电视纪录片、电视综艺（文艺）节目、电视动画片：

1. 在规定时限内在中国中央电视台或省级卫视频道播出过；
2. 在规定时限内至少在2家省级地面频道播出过；
3. 在规定时限内至少在3家地（市）级地面频道播出过；
4. 在规定时限内在全国性重点视频网站上线播出过。

### 現設獎項
- 最佳电视剧（次奖为优秀电视剧）
- 最佳电视剧导演
- 最佳电视剧编剧
- 最佳男主角
- 最佳女主角
- 最佳男配角
- 最佳女配角
- 最佳電視紀錄片
- 最佳电视综艺（文艺）节目
- 最佳电视节目主持人
- 最佳電視動畫片

### 已取消的獎項
- 最佳中短篇电视剧（2010年起取消）
- 觀眾喜愛的男演員（2022年起取消）
- 觀眾喜愛的女演員（2022年起取消）
- 最佳摄像
- 最佳音乐（原創主題歌曲）
- 最佳配音演员（1990年代取消）
- 最佳音乐电视节目
- 優秀電視節目主持人（2016年起取消）
- 最佳電視公益廣告片（2016年起取消）
- 優秀電視公益廣告片（2016年起取消）

## 主要獎項評選和得主
金鷹獎演员类獎項的設置經過了多次調整，第二届至第十八届设置“最佳男女主角、配角”评选，第十八届升級為第18屆中國電視金鷹獎暨第一屆中國金鷹電視藝術節後，往屆的“優秀演員獎”更名為“觀眾最喜愛獎”，“最佳男女主角”則更名為“觀眾最喜愛的演員”。 一共设置12位“觀眾最喜愛獎”（分為“觀眾最喜愛男女主角”和“觀眾最喜愛男女配角”），觀眾从這12位中投票选出2位“观众最喜爱的演员”，一男一女。
第十九届起合并男女主角、配角评选，改设“觀眾喜愛的男女演員”（男女各设五位，俗称“十佳”演员）。 金鹰獎會在十佳中，通過觀眾投票選出“最受观众喜欢的男女演员”，這為此前的“观众最喜爱的男女演员”，也是金鷹獎最佳男女演員。 第二十一届將“最受观众喜欢的男女演员”改名為“最具人氣男女演員”，所有入圍十佳候選人中，得票最多的男女演員會獲此。
第十八屆的“观众最喜爱的男女演员”，第十九和二十屆的“最受观众喜欢的男女演员” 和第二十一屆到第二十九屆的“最具人氣男女演員”是金鷹獎最有懸念和最具價值大獎，是第十八屆到二十九屆的“視帝”和“視后”。 
第二十一届且增设“最佳表演艺术演员奖”。 第二十三届起“观众喜爱的电视剧演员”改为男女各四位，第二十八届改为男女各两位。
自第三十届开始，“最具人氣男女演員”取消，改为增设的“最佳男/女演员”，“观众喜爱的男/女演员”改为观众投票的人气类奖项。 第三十一届起，取消沿用多年的“观众喜爱的男、女演员”奖项，恢复“最佳男女配角”评选。

### 杜絕入圍演員缺席頒獎現場
自第18屆中國電視金鷹獎暨第一屆中國金鷹電視藝術節起，所有入圍演員的票數統計將全程保密，直到閉幕式頒獎環節才封票正式揭曉，這包括“觀眾喜愛的電視劇男女演員”、“最佳表演藝術演員”和“最具人氣男女演員”。 此前，金鷹獎入圍演員往往在頒獎典禮前就能獲悉自己的票數統計結果，致使部分票數落後的演員因失去參評動力而缺席頒獎晚會。
第20届中国电视金鹰奖暨第3届中国金鹰电视艺术节時，陳道明、趙本山、許晴、江珊等入圍演員因缺席頒獎典禮，依規取消其獲獎資格；致使原定的"十佳"最終僅產生六位獲獎者。同時，根據組委會評選章程，入圍"十佳"的演員須出席頒獎典禮方具競逐"最受觀眾喜愛演員"資格。在當天早上9時公佈的觀眾票選榜單中，陳道明（15737票）與孫海英（14111票）分列前兩位；然因陳道明缺席典禮自動喪失參評資格，最終孫海英以95070票榮膺觀眾最喜愛男演員獎項。

### 第1-17届
| 届数 | 最佳男主角                                                       | 最佳女主角                                                     | 最佳男配角                 | 最佳女配角               |
| ---- | ---------------------------------------------------------------- | -------------------------------------------------------------- | -------------------------- | ------------------------ |
| 1    | - 祝延平《武松》 - 陈宝国《赤橙黄绿青蓝紫》 - 郭旭新《蹉跎岁月》 | - 肖雄《蹉跎岁月》 - 王馥荔《第五家邻居》 - 秦怡《上海屋檐下》 | -                          | -                        |
| 2    | - 达式常《走进暴风雨》 - 周里京《高山下的花环》                  | - 相虹《生命的故事》 - 茅善玉《璇子》                          | 佟瑞敏《华罗庚》           | 王玉梅《高山下的花环》   |
| 3    | 李志舆《徐悲鸿》                                                 | 任梦《今夜有暴风雪》                                           | 吕毅《今夜有暴风雪》       | 洪学敏《故土》           |
| 4    | 游本昌《济公》                                                   | 李维康《四世同堂》                                             | 许亚军《寻找回来的世界》   | 李婉芬《四世同堂》       |
| 5    | 石兆琪《凯旋在子夜》                                             | 朱琳《凯旋在子夜》                                             | 王群《甄三》               | 邓婕《红楼梦》           |
| 6    | 六小龄童《西游记》                                               | 马兰《严凤英》                                                 | 申军谊《乌龙山剿匪记》     | 倪萍《雪城》             |
| 7    | 陈道明《末代皇帝》                                               | 徐娅《家春秋》                                                 | 陈裕德《黄河东流去》       | 朱琳《末代皇帝》         |
| 8    | 严翔《上海的早晨》                                               | 周洁《海外遗恨》                                               | 奇梦石《上海的早晨》       | 李媛媛《上海的早晨》     |
| 9    | 李雪健《渴望》                                                   | 张凯丽《渴望》                                                 | 孙松《渴望》               | 韩影《渴望》             |
| 10   | 葛优《编辑部的故事》                                             | 李羚《上海一家人》                                             | 谢园《上海一家人》         | 吴冕《上海一家人》       |
| 11   | 刘威《唐明皇》                                                   | 林芳兵《唐明皇》                                               | 王志文《皇城根儿》         | 金梦《风雨丽人》         |
| 12   | 姜文《北京人在纽约》                                             | 王姬《北京人在纽约》                                           | 六小龄童《猴娃》           | 刘蓓《过把瘾》           |
| 13   | 鲍国安《三国演义》                                               | 王馥荔《小楼风景》                                             | 陈强《飞来横福》           | 杨昆《洋行里的中国小姐》 |
| 14   | 李保田《宰相刘罗锅》                                             | 李琳《趟过男人河的女人》                                       | 王刚《宰相刘罗锅》         | 邓婕《宰相刘罗锅》       |
| 15   | 张丰毅《和平年代》                                               | 王玉梅《儿女情长》                                             | 奇梦石《儿女情长》         | 奚美娟《儿女情长》       |
| 16   | 张国立《康熙微服私访记》                                         | 李媛媛《香港的故事》                                           | 李升《与周恩来同窗的岁月》 | 颜炳燕《红十字方队》     |
| 17   | 唐国强《雍正王朝》                                               | 赵薇《还珠格格》                                               | 焦晃《雍正王朝》           | 杨昆《婆婆·媳妇·小姑》   |

### 第18届
| 届数 | 金鹰奖                                                           | 金鹰奖                                                                 | 金鹰奖                                                         | 金鹰奖                                                                 | 金鹰奖           | 金鹰奖           |
| 届数 | 觀眾最喜愛男主角                                                 | 觀眾最喜愛女主角                                                       | 观众最喜爱男配角                                               | 观众最喜爱女配角                                                       | 观众最喜爱男演员 | 观众最喜爱女演员 |
| ---- | ---------------------------------------------------------------- | ---------------------------------------------------------------------- | -------------------------------------------------------------- | ---------------------------------------------------------------------- | ---------------- | ---------------- |
| 18   | - 陆毅《永不瞑目》 - 李保田《村主任李四平》 - 王志文《刑警本色》 | - 娟子《北京女人》 - 苏瑾《永不瞑目》 - 朱媛媛《贫嘴张大民的幸福生活》 | - 郭冬临《大明宫词》 - 王志飞《突出重围》 - 李幼斌《刑警本色》 | - 周迅《大明宫词》 - 袁立《永不瞑目》 - 徐秀林《贫嘴张大民的幸福生活》 | 陆毅《永不瞑目》 | 周迅《大明宫词》 |

### 第19-20届
| 19 | - 李保田《警察“李酒瓶”》 - 任程伟《大雪无痕》 - 李幼斌《非常代价》 - 濮存昕《光荣之旅》 - 黄宏《党员金柱有点忙》 | - 李媛媛《世纪人生》 - 肖雄《壮志凌云》 - 曹颖《大雪无痕》 - 刘蓓《红色康乃馨》 - 雷敏《女子特警队》                 | 濮存昕《光荣之旅》       | 曹颖《大雪无痕》         |
| 20 | - 孙海英《激情燃烧的岁月》 - 唐国强《长征》 - 张国立《我这一辈子》 - 陈道明《康熙王朝》 - 赵本山《刘老根》       | - 吕丽萍《激情燃烧的岁月》 - 陶虹《空镜子》 - 王茜《重案六组》 - 江珊《永不放弃》 - 许晴《盖世太保枪口下的中国女人》 | 孙海英《激情燃烧的岁月》 | 吕丽萍《激情燃烧的岁月》 |

### 第21-29届
| 届数 | 金鹰奖                                                                                                   | 金鹰奖                                                                                                 | 金鹰奖                       | 金鹰奖                       | 金鹰奖               | 金鹰奖                   |
| 届数 | 觀眾喜愛的男演員                                                                                         | 觀眾喜愛的女演員                                                                                       | 最佳表演艺术男演员           | 最佳表演艺术女演员           | 最具人气男演员       | 最具人气女演员           |
| ---- | --- | --- | ---------------------------- | ---------------------------- | -------------------- | ------------------------ |
| 21   | - 陈宝国《公安局长》 - 巍子《DA师》 - 高明《誓言无声》 - 李保田《神医喜来乐》 - 唐国强《雪白血红》       | - 宋佳《尘埃落定》 - 吕丽萍《大脚马皇后》 - 梅婷《让爱重来》 - 谢兰《雪白血红》 - 王海燕《誓言无声》   | 李保田《神医喜来乐》         | 范志博《女装甲团长》         | 李保田《神医喜来乐》 | 宋佳《尘埃落定》         |
| 22   | - 陈建斌《结婚十年》 - 佟大为《玉观音》 - 胡军《天龙八部》 - 刘劲《延安颂》 - 侯勇《大染坊》《无愧苍生》 | - 王姬《天下第一楼》 - 陈好《粉红女郎》 - 奚美娟《坐庄》 - 孙俪《玉观音》《大染坊》 - 倪萍《浪漫的事》 | 侯勇《大染坊》《无愧苍生》   | 王姬《天下第一楼》           | 刘劲《延安颂》       | 孙俪《玉观音》《大染坊》 |
| 23   | - 陈建斌《乔家大院》 - 吴京安《红旗谱》 - 李幼斌《亮剑》 - 李雪健《搭错车》                              | - 蒋勤勤《乔家大院》 - 刘佳《任长霞》 - 朱媛媛《家有九凤》 - 殷桃《搭错车》                            | 李幼斌《亮剑》               | 刘佳《任长霞》               | 张国立《五月槐花香》 | 蒋勤勤《乔家大院》       |
| 24   | - 王伍福《井冈山》 - 林永健《喜耕田的故事》 - 王宝强《士兵突击》 - 李幼斌《闯关东》                      | - 刘佳《戈壁母亲》 - 蒋雯丽《金婚》 - 童蕾《青春之歌》 - 萨日娜《闯关东》                              | 李幼斌《闯关东》             | 蒋雯丽《金婚》               | 王宝强《士兵突击》   | 蒋雯丽《金婚》           |
| 25   | - 黄海波《媳妇的美好时代》 - 孙红雷《潜伏》 - 王霙《红色摇篮》 - 范伟《老大的幸福》                      | - 海清《媳妇的美好时代》 - 闫妮《北风那个吹》 - 姚晨《潜伏》 - 王茜华《女人的村庄》                    | 孙红雷《潜伏》               | 闫妮《北风那个吹》           | 孙红雷《潜伏》       | 海清《媳妇的美好时代》   |
| 26   | - 文章《雪豹》 - 吴秀波《黎明之前》 - 林永健《我叫王土地》 - 何晟铭《宫锁珠帘》                          | - 陈数《铁梨花》 - 马苏《厂花》 - 岳红《抬头见喜》 - 宋佳《悬崖》                                      | 吴秀波《黎明之前》           | 宋佳《悬崖》                 | 文章《雪豹》         | 杨幂《北京爱情故事》     |
| 27   | - 王洛勇《焦裕禄》 - 张嘉译《营盘镇警事》 - 林永健《聂荣臻》 - 陈逸恒《长白山下我的家》                  | - 刘涛《老有所依》 - 孙俪《辣妈正传》 - 侯梦瑶《花木兰传奇》 - 王维唯《心术》                          | 王洛勇《焦裕禄》             | 刘涛《老有所依》             | 张嘉译《营盘镇警事》 | 孙俪《辣妈正传》         |
| 28   | - 王雷《平凡的世界》 - 胡歌《琅琊榜》                                                                    | - 佟丽娅《平凡的世界》 - 赵丽颖《花千骨》                                                              | 李雪健《嘿，老头！》《少帅》 | 李雪健《嘿，老头！》《少帅》 | 胡歌《琅琊榜》       | 刘涛《芈月传》           |
| 29   | - 张译《鸡毛飞上天》 - 李易峰《麻雀》                                                                    | - 迪丽热巴《漂亮的李慧珍》 - 丁柳元《初心》                                                            | -                            | -                            | 李易峰《麻雀》       | 迪丽热巴《漂亮的李慧珍》 |

### 第30届
| 届数 | 最佳男演员         | 最佳女演员       | 觀眾喜愛的男演員         | 觀眾喜愛的女演員                   |
| ---- | ------------------ | ---------------- | ------------------------ | ---------------------------------- |
| 30   | 任达华《澳门人家》 | 童瑶《大江大河》 | 王一博《陪你到世界之巅》 | 赵丽颖《知否？知否？应是绿肥红瘦》 |

### 第31届至今
| 届数 | 最佳男主角         | 最佳女主角         | 最佳男配角         | 最佳女配角   |
| ---- | ------------------ | ------------------ | ------------------ | ------------ |
| 31   | 雷佳音《人世間》   | 殷桃《人世間》     | 馬少驊《覺醒年代》 | 馬麗《超越》 |
| 32   | 范伟《漫长的季节》 | 赵丽颖《风吹半夏》 | 王景春《警察荣誉》 | 高叶《狂飙》 |

## 2000年起的活動

### 常设活动
- 开幕式文艺晚会[32]
- 金鹰论坛[32]
- 颁奖典礼[32]
- 颁奖晚会暨闭幕式[32]

### 其他活動
- 明星演唱会（第六届改为以超级女声选手为主的超级演唱会[33]）
  - 第一届（2000年）：刘德华、王力宏、那英、羽泉、李泉、丁薇、金海心、心跳男孩B.O.B、陈思思、刘璇
  - 第二届 （2001年）：任贤齐、莫文蔚、庾澄庆、羽泉、腾格尔、陆毅、毛阿敏、沈黎晖、高旗、秦勇、戴娆、小柯、谢雨欣、张行、杨洪基、倪睿思、《红楼梦》主演欧阳奋强、安雯、袁玫、沈琳、郭霄珍、东方闻樱、姬玉
  - 第三届 （2002年）：黎明、梅艳芳、苏有朋、阿杜、梁静茹、羽泉、高旗、黄征、陶晶莹、满江、纪如璟、戴娆、谢雨欣、陈思思、吕薇
  - 第四届 （2003年）：张惠妹、孙燕姿、安七炫、蔡健雅、周迅、朴树、谭晶、美眉组合、《还珠格格3》主演黄奕、王艳、秦岚、黄晓明
  - 第五届 （2004年）：陈奕迅、飞儿乐团、宝儿、罗大佑、蔡依林、刀郎、王蓉、爱戴
  - 第六届 （2006年）：李宗盛、李玟雨、黄立行、麦克学摇滚、信乐团、2005年超级女声选手何洁、黄雅莉、纪敏佳以及2006年超级女声选手尚雯婕、谭维维、刘力扬、艾梦萌、厉娜、许飞、韩真真、Reborn、唐笑、阳蕾、胡灵、孙艺心、巩贺、张亚飞、朱雅琼、罗丹、张冬玲

### 金鹰女神
“金鹰女神”是自金鷹獎升級為「中國金鷹電視藝術節」後，成立的特別形象標誌。這双手托起高飞金鹰的女神，代表中國電視劇的振翅高飛。从2006年第23屆中國電視金鷹獎暨第6屆中國金鷹電視藝術節开始，主办方将“金鹰女神”的形象具体化，挑选出一位在过去两年有优秀电视剧代表作品的新生代女星担任“金鹰女神”，作为该届的形象代言人，首位担任“金鹰女神”的女星为刘亦菲。
在历届金鷹電視藝術節首日，担任“金鹰女神”的女星会身穿通体金色的礼服在开幕式当天的晚会上进行舞蹈表演。最初三届“金鹰女神”均由主办方直接选定， 从2012年第26屆中國電視金鷹獎暨第9屆中國金鷹電視藝術節开始，“金鹰女神”改为由大众通过网络投票产生，最终刘诗诗以278万票成功当选为第四位“金鹰女神”。 第28屆中國電視金鷹獎暨第11屆中國金鷹電視藝術節的「金鷹女神」為主办方直接选定。第第29屆中國電視金鷹獎暨第12屆中國金鷹電視藝術節起，「金鷹女神」再次改為網絡投票選出。
2022年起，不再设置“金鹰女神”。
| 年份（届数） | 名字     | 年龄 | 代表作                                       |
| ------------ | -------- | ---- | -------------------------------------------- |
| 2006年       | 刘亦菲   | 18   | 2006年《神雕侠侣》                           |
| 2008年       | 李小璐   | 26   | 2007年《奋斗》                               |
| 2010年       | 王珞丹   | 26   | 2010年《杜拉拉升职记》                       |
| 2012年       | 刘诗诗   | 25   | 2011年《步步惊心》                           |
| 2014年       | 赵丽颖   | 27   | 2013年《陆贞传奇》、2014年《杉杉來了》       |
| 2016年       | 唐嫣     | 32   | 2015年《何以笙箫默》、《活色生香》           |
| 2018年       | 迪麗熱巴 | 26   | 2017年《漂亮的李慧珍》、2018年《一千零一夜》 |
| 2020年       | 宋茜     | 33   | 2020年《下一站是幸福》                       |